# Lindeballe
Lindeballe ligger i Sydjylland og er en lille landsby mellem Billund og Give. Den befinder sig i Vejle Kommune og hører til Region Syddanmark.
Tidligere var der en købmand i byen. Lindeballe er desuden kendt for at have en af de ældste teglstensovne i Danmark. Ovnen er opført ca. 1200, for at levere bagte sten til Lindeballe Kirke ca. 150 meter derfra. 